# Chiesa di San Sergio (Urbino)
La chiesa di San Sergio è un edificio religioso di Urbino fondato in epoca bizantina, situato in via Raffaello a circa metà della salita del Monte, fuori della prima cinta murata.

## Storia
Fu il centro della prima comunità cristiana e la prima cattedrale di Urbino fino al 1021. Fu sottoposta ad un'importante ristrutturazione, incluso un ampliamento, nella seconda metà del XV secolo, quando fu elevata al rango di chiesa priorale, ma tali interventi furono in gran parte cancellati da ristrutturazioni nei secoli successivi, come si evince dall'aspetto odierno, risalenti probabilmente al XVII-XVIII secolo. Verso la fine del XVI secolo, tra la chiesa e la Casa natale di Raffaello, fu eretto il primo seminario diocesano, poi ricostruito ex novo sul finire del XVIII secolo. Restò sede parrocchiale fin verso la metà del XX secolo, poi aggregata alla parrocchia della Cattedrale. Nei primi anni del XXI secolo, fu data in concessione alla comunità ortodossa che vi istituì una propria parrocchia, in tale occasione l'interno fu arricchito da grandi icone. È stata sede della delegazione diocesana dell'Ordine equestre del Santo Sepolcro di Gerusalemme, fino al 2022.

## Descrizione
È ad aula unica e con quattro altari (il maggiore, due ai lati di questo e uno laterale). Presenta anche un insolito dislivello, perché il pavimento della parte sinistra della chiesa è più alto; questo è dovuto alla presenza sotto alla chiesa di un'antica cisterna di età romana. San Sergio fu la prima cattedrale cittadina, quando la città rimaneva ancora confinata entro l'antica cinta muraria romana. A dimostrazione di tale importanza, oltre all'antica presenza vicino ad essa del primo seminario cittadino, diede nome anche all'intera contrada in cui si trova, Monte di San Sergio, poi contratto semplicemente in Monte. Fino alla metà del XX secolo, sull'altare maggiore, si trovava la pala di Claudio Ridolfi, raffigurante il Martirio di San Sergio (1611 ca), poi spostata sull'altare laterale ed infine trasferita nel Museo diocesano Albani. Sull'altare maggiore si trova un affresco erratico, raffigurante una Madonna del Latte, risalente forse al XV secolo.